# Саусе-Гранде (озеро)
Са́усе-Гра́нде (исп. Laguna Sauce Grande) — озеро в Аргентине, расположено по территории района Монте-Эрмосо провинции Буэнос-Айрес. Площадь водного зеркала — 23 км². Средняя глубина озера — 1,4 метра, максимальная — 3 метра (по другим данным — 1,8 м). Площадь водосборного бассейна — 3027 км².
Лежит на реке Саусе-Гранде недалеко от её устья. Образовано порогом, подпружающим реку. Вытянуто с запада на восток, берега пологие, илистые, поросшие тростником. Окружено злаковыми степями. Климат окрестностей — умеренный, среднемесячная температура меняется в пределах от 14 до 20 °C. В год выпадает от 600 до 700 мм осадков.
В фитопланктоне доминируют зелёные водоросли, в числе которых преобладает Planctonema lauterbornii.